# Кеткино
Кеткино — посёлок в Елизовском районе Камчатского края России. Входит в состав Раздольненского сельского поселения.

## География
Посёлок находится на расстоянии 12 км к северо-западу от города Елизово, административного центра района.

## История
Посёлок основан в 1949 году. Название получил по расположению на одноимённой реке. Реку же называли по имени жившего там некоего Кеткина.
В 2010 году недалеко от посёлка прошёл 4-й фестиваль дикоросов — «Там, где растет кутагарник», посвященный возрождению древней национальной традиции — сбору и переработке дикоросов.

## Население
| 2002 | 2010 | 2012 | 2013 | 2015 | 2016 | 2018 |
| ---- | ---- | ---- | ---- | ---- | ---- | ---- |
| 262  | ↗288 | ↗291 | →291 | →291 | →291 | →291 |
| 2020 |      |      |      |      |      |      |
| ↘290 |      |      |      |      |      |      |

## Улицы
- ул. Зелёная,
- ул. Новая,
- ул. Октябрьская.